# Lala Musztafa pasa mecset (Famagusta)
A Lala Musztafa pasa mecset egy középkori székesegyházból kialakított muzulmán imahely a ciprusi Famagusta városban. Nevét Lala Musztafáról, a szigetet 1570–71-ben elfoglaló török hadvezérről kapta 1954-ben, a hétköznapokban még most is csak régi nevén, Hagia Szophiaként emlegetik.
Az eredeti Szent Miklós-katedrálist 1298-ban kezdték építeni, és 1326-ban fejezték be. A gótikus stílusban emelt épületet valószínűleg francia építész, Jean Langlois tervezte, mert nagyon hasonlít a reimsi katedrálisra. Szintén ezt a feltételezést támasztja alá, hogy Ciprus királyai, 1190 és 1489 között, a francia Lusignan-házból származtak. A ciprusi uralkodókat többnyire ebben a templomban koronázták Jeruzsálem címzetes királyaivá is a Jeruzsálemi Királyság 1291-es megszűnte után 1372-ig.
A templomnak három kapuja, gazdagon díszített rózsaablaka és két csonka tornya van. Ez utóbbiak a város 1570-71-es ostromában sérültek meg. Az épület az 1735-ös földrengésben is megrongálódott. A háromhajós épület 55 méter hosszú és 23 méter széles.
 A sziget elfoglalása után a törökök egy minarettel egészítették ki. Az embereket ábrázoló faragásokat, freskókat eltávolították, a kriptákat kiürítették. A templom számos uralkodó végső nyughelye volt, például II. Jakab ciprusi királyé és fiáé, III. Jakabé. A templomban mondott le uralkodói jogairól a Velencei Köztársaság számára II. Jakab özvegye és III. Jakab anyja, I. Katalin ciprusi királynő 1489-ben.
A templom előtt egy szikomorfa áll, amelyről úgy tartják, hogy a katedrális építésekor ültették, és így a sziget legöregebb fája.